# 1342
Пізнє Середньовіччя •  Реконкіста •  Ганза •  Авіньйонський полон пап •  Монгольська імперія •  Чорна смерть •  Столітня війна

## Геополітична ситуація
У Візантії почалася громадянська війна (до 1347). Імператором Священної Римської імперії
є Людвіг Баварський (до 1347). У Франції править Філіп VI Валуа (до 1350).
Апеннінський півострів розділений: північ належить Священній Римській імперії, середню частину займає Папська область, південь належить Неаполітанському королівству. Деякі міста півночі: Венеція, Піза, Генуя тощо, мають статус міст-республік. Триває боротьба гвельфів та гібелінів.
Майже весь Піренейський півострів займають християнські Кастилія і Леон, Арагонське королівство та Португалія, під владою маврів залишилися тільки землі на самому півдні. Едуард III королює в Англії (до 1377), Магнус Еріксон є королем Норвегії та Швеції (до 1364), а королем Польщі — Казимир III (до 1370).
Руські землі перебувають під владою Золотої Орди. Триває війна за галицько-волинську спадщину між Польщею та Литвою. В Києві править князь Федір Іванович. Ярлик на володимирське князівство має московський князь Семен Іванович (до 1353).
Монгольська імперія займає більшу частину Азії, але вона розділена на окремі улуси, що воюють між собою. У Китаї, зокрема, править монгольська династія Юань. У Єгипті владу утримують мамлюки. Мариніди правлять у Магрибі. Делійський султанат є наймогутнішою державою Індії. В Японії триває період Муроматі.
Цивілізація майя переживає посткласичний період. Почали зароджуватися цивілізація ацтеків та інків.

## Події
- Золоту Орду очолив хан Джанібек.
- Розпочався понтифікат Климента VI.
- Триває війна за Бретонську спадщину. Англійські війська висадилися в Бресті, взяли в облогу, а потім захопили Еннбон.
- Королем Угорщини став Людвік I Великий з Анжуйської династії.
- У Візантії триває громадянська війна. У Фессалоніках владу захопили зелоти, вигнавши з міста аристократів.
- Іоанн III Комнін став імператором Трапезундської імперії.
- Королем Сицилії та герцогом Афін став Людовик Дитя з Арагонської династії.
- Гі де Лузіньян став царем Кілікійської Вірменії під іменем Костандін III.
- Піза завоювала Лукку.
- У Флоренції встановилася диктатура Готьє де Брієнна.
- Алькабала стала державним податком у Кастилії.